# Dobtanya
Dobtanya románul: Doptău, falu Romániában, Erdélyben, Fehér megyében.

## Fekvése
Magyarbénye közelében fekvő település.

## Története
Dobtanya korábban Magyarbénye része volt, 1956-ban vált külön, ekkor 137 lakosa volt. 1966-ban 41 lakosából 38 román, 3 magyar volt. 1977-ben 7 román lakost számoltak itt össze.